# Capilla de Farruco
La Capilla de Farruco és un centre poblat de l'Uruguai ubicat a l'est del departament de Durazno, sobre el límit amb Cerro Largo. Té una població aproximada de 150 habitants, segons les dades del cens del 2004.
Es troba 151 metres sobre el nivell del mar.